# Clyst St George
Clyst St George è un villaggio e parrocchia civile dell'Inghilterra, appartenente alla contea del Devon.